# Universidad de Turku
La Universidad de Turku es una universidad de Finlandia.

## Historia

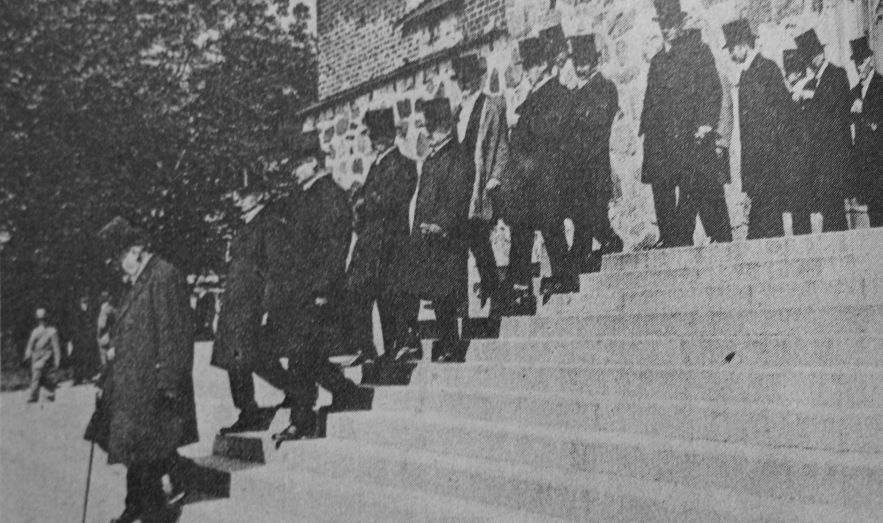
Inauguración de la universidad en 1922.

La Universidad de Turku, en finés Turun yliopisto (abreviatura TY), fue fundada en 1920, pero la ciudad de Turku en Finlandia tiene una larga historia académica. En 1640, cuando Finlandia formaba parte de Suecia, la reina Cristina hizo fundar en Turku la tercera universidad del reino, es decir, la Academia de Turku. De este modo, Turku se convirtió en la primera ciudad universitaria de Finlandia. La Academia de Turku funcionó en Turku hasta el año 1828, cuando, después del gran incendio de 1827 que había devastado la ciudad, fue trasladada a Helsinki donde sigue funcionando como Universidad de Helsinki.
Tras la independencia de Finlandia (1917), la única universidad del país era la de Helsinki, aquel entonces de lengua sueca y, por tanto, los intelectuales de habla finesa decidieron realizar una recolecta popular para fundar una universidad de lengua finesa. La actual Universidad de Turku, que data de 1920, tenía al principio dos facultades, la de Humanidades (1920) y la de Ciencias Matemáticas y Naturales (1920). Hoy en día, la Universidad de Turku cuenta, además, con las facultades de Medicina (1943), Derecho (1960), Ciencias Sociales (1967) y Ciencias Pedagógicas (1974). Además de las seis facultades, la universidad tiene 10 instituciones especiales de investigación y enseñanza, y cuenta con 15.321 estudiantes de carrera y 2.055 estudiantes de postgrado (2004).

## Actividad regional y nacional
La Universidad de Turku trabaja en tres dimensiones. Primero, a nivel local y regional, cabe destacar la cooperación con otras universidades radicadas en la ciudad -la Universidad Åbo Akademi y la Escuela Superior de Ciencias Económicas y Empresariales de Turku- así como con diversos centros de investigación y desarrollo, las empresas y los municipios de la región; esta colaboración se plasma, sobre todo, en el seno del Parque Tecnológico de Turku (Turku Science Park). Además, ocupa un lugar privilegiado el medio ambiente, en especial el archipiélago de Turku, que forma un conjunto único paisajístico y un hábitat ecológico especial en el área del Mar Báltico. El Instituto de investigación de esta zona marítima (Seili Archipelago Research Institute) está ubicado en la isla de Seili.
Segundo, a nivel nacional, la universidad funciona no solamente como socio activo en proyectos de colaboración con otras universidades del país, sino también a través de sus institutos de investigación, de los que cabe mencionar el Instituto de Investigación Subártico, situado a orillas del lago Kevojärvi, en la localidad de Utsjoki, Laponia finlandesa.

## Actividad en la región del mar Báltico
La tercera dimensión, es decir, la cooperación internacional, tiene varias vertientes. Desde hace varios años, la Universidad de Turku promueve sistemáticamente la colaboración en el ámbito del Mar Báltico, especialmente con las universidades de Estonia, Letonia, Lituania, Polonia, Alemania y Rusia (San Petersburgo y Kaliningrado), mientras que la colaboración con varias universidades de Suecia, Noruega y Dinamarca, ya tiene más arraigo. La universidad ha establecido la colaboración en el área del Báltico como uno de sus enfoques principales en cuanto a las relaciones de desarrollo exteriores encaminadas a estrechar los lazos entre el mundo académico y la sociedad en general. La universidad es coordinadora de la Red de universidades del área báltica (Baltic Sea Region University Network), establecida en 2000, que agrupa a 22 universidades de esta región. Los programas de estudio Baltic Sea Region Studies y European Studies, impartidos en la universidad, se realizan en gran parte con el apoyo de esta red de colaboración.

## Actividad a nivel europeo
Además de la colaboración internacional con los países vecinos, la Universidad de Turku participa en varios proyectos a nivel europeo, Desde 1995, la universidad es miembro del Grupo Coimbra, que agrupa a 37 universidades europeas, y participa en numerosos proyectos que incluyen, entre otros, un programa de becas para profesores e investigadores jóvenes de universidades latinoamericanas (Scholarships Programme for Young Professors and Researcher from Latin American Universities).
A nivel europeo, la Universidad de Turku tiene acuerdos tanto bilaterales como multilaterales en el marco de los programas comunitarios de educación superior, por ejemplo Erasmus. Existen acuerdos de intercambio, de estudiantes y profesores, también con varias universidades españolas. Conviene señalar también que la Universidad de Turku es, con la Universidad de Helsinki, otra de las dos universidades finlandesas en que se puede cursar la carrera de Licenciatura en la especialidad de Lengua Española, y la única que la tiene en la Traducción del español.

## Actividad en la Amazonía Peruana
La Universidad de Turku, junto a la consultora finlandesa Biota BD y el Instituto de Investigaciones de la Amazonía Peruana, trabajan en el proyecto Diversidad Biológica de la Amazonía Peruana (BIODAMAZ) cuyo objetivo general es la conservación y uso sostenible de la diversidad biológica amazónica para promover desarrollo sostenible y alivio a la pobreza a través de cumplimiento de su propósito de desarrollo de capacidades descentralizadas, instrumentos de gestión y metodologías de investigación para el manejo sostenible de la diversidad biológica.